# 賽丁泉天文台
賽丁泉天文台（英語：Siding Spring Observatory）靠近澳洲的庫納巴拉班，是澳洲國立大學（ANU）的天文和天文物理研究所（Research School of Astronomy & Astrophysics，RSAA）的一部分，並與澳洲國立大學、新南威爾斯大學的和其他的一些機構，共同管理英澳望遠鏡和聚集在該處的其它望遠鏡。這座天文台座落在標高海拔1165米，位於瓦倫本哥國家公園內也稱為賽丁泉山的Woorat山上。賽丁泉天文台隸屬於澳洲國立大學，並且是斯壯羅山和賽丁泉天文台研究所的一部分。目前有12架望遠鏡座落在此。

## 歷史
聯邦政府於1924年就設立了斯壯羅山天文台，並在第二次世界大戰時，於工作之餘提供軍事用的光學元件，在1940年代後期，由研究太陽為主的研究機構轉為研究恆星。在1953年至1974年間，在斯壯羅山的反射望遠鏡是澳洲口徑最大的74-英寸（1.9-） 光學望遠鏡。
在1950年代，坎培拉的人造燈光就已經汙染了斯壯羅山的天空，某些範圍內的暗天體已經淹沒在光汙染之下而看不見了。在1962年，澳洲國立大學從許多候選的場所選中了賽丁泉做為新址，因為該處有黑暗且無雲的天空。在1960年代中期，澳洲國立大學設置了三架望遠鏡，連同的配套設施包括對外封閉的道路、員工宿舍、水和電的供應。在1984年，首相鮑伯·霍克，主持澳洲國立大學最大的望遠鏡啟用。這是一架安裝在可同步轉動的矩形大廈內，口徑2.3米，低成本、且有著創新技術的望遠鏡。
從1950年代起，賽丁泉在完全獨立的狀態下發展，而英國政府和澳洲協商聯手建立一架很大的望遠鏡。這個協商在1969年有了最後的結果，選中了基礎設施已經很完善的賽丁泉天文台，他很明顯的是建造4米口徑英澳望遠鏡（AAT）的好場所。
當AAT在1970年代初期建造時，英國的工程暨物理科學研究委員會也在距離AAT的觀測室東北方1公里處建造英國施密特望遠鏡。施密特望遠鏡在光學設計上相當寬廣的視野，相對於AAT的窄視野，可以更快速的調查天空中較大片的區域。在發現有趣的天體之後，再由更大的儀器進行詳細的研究。在1987年，施密特望遠鏡與AAT望遠鏡合併。
賽丁泉天文台也有韓國的望遠鏡、新南威爾斯大學的拉山全球網路望遠鏡。在1990年，格林威治天文臺追蹤地球衛星的設備在運做了10年之後關閉。

### 2013林火
2013年1月13日，該處的設施受到一場巨大的叢林大火和火災風暴的威脅。18名工作ˋ人員被疏散到庫納巴拉布蘭(Coonabarabran)。三棟建築被毀：訪問研究人員、主任的住所、和消防站。已經實施的森林防火措施，被認為功效卓著，儘管煙霧、灰燼和其它伴隨著熱氣的碎片進入了圓頂，但所有的望遠鏡都在地獄般的火焰中倖存了下來。最先恢復使用的是遠程天文台遙控的iTelescope，英澳望遠鏡於2013年2月中旬恢復正常運行。

## 參觀與訪問
有訪客迴廊和展示區開放給訪客，並與提供咖啡和紀念封的商店結合在一起。這個中心的開放時間在周一至周五是從上午9:30至下午4:00，周六、周日和公眾假日由上午10:00至下午2:00；每天上午9:30至下午3:30，訪客可以在訪客觀賞區觀看英澳望遠鏡。通過訪客中心的安排，在新南威爾斯學校的假日，有由瓦倫本哥國家公園導覽的發現之旅結合在一起的套裝旅遊。
通常，在每年10月的最後一個星期日會舉辦開放日，與庫納巴拉班的慶典結合，做為星空活動的一部分。

## 在賽丁泉的望遠鏡
- 3.9米英澳望遠鏡（AAO）
- 1.24米英國施密特望遠鏡（AAO）
- 2.0米南福克斯望遠鏡
- 1.3米星圖家望遠鏡（英语：SkyMapper）（ANU）
- 2.3米先進工藝望遠鏡（ANU）
- 0.5米南烏普薩拉施密特望遠鏡
- 0.5米自動化巡查望遠鏡（UNSW）
- 0.45米ROTSE IIIa，機器人光學中天搜尋實驗（UNSW）
- Korean YSTAR Telescope（韓國南方望遠鏡）
- 40-英吋望遠鏡（ANU –已除役）
- 24-英吋望遠鏡（ANU -已除役）
- 16-英吋望遠鏡（ANU -已除役）

## 外部連結
- 官網首頁 （页面存档备份，存于）
- 英澳天文台 （页面存档备份，存于）
- Uppsala Southern Sky NEO Survey Telescope
- 南福克蘭望遠鏡
- 星圖家望遠鏡 （页面存档备份，存于）
- ROTSE III計畫 （页面存档备份，存于）
- UNSW自動巡查望遠鏡 (APT)
- 2.3米先進工藝望遠鏡 （页面存档备份，存于）
- http://www.mso.anu.edu.au/observing/telescopes/40inch.php （页面存档备份，存于）